# Rhagoletis almatensis
Rhagoletis almatensis är en tvåvingeart som beskrevs av Boris Borisovitsch Rohdendorf 1961. Rhagoletis almatensis ingår i släktet Rhagoletis och familjen borrflugor. Inga underarter finns listade i Catalogue of Life.